# Tipo Lindauer

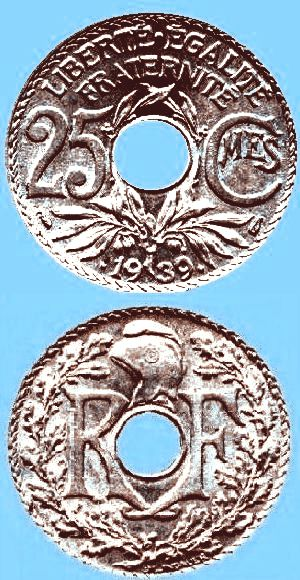
25 centesimi del 1939 in alpacca

Le monete del tipo Lindauer costituiscono un gruppo di emissioni di divisionari  del franco francese coniate tra il  1914 e il 1946, caratterizzate, pur nella diversità dei metalli adoperati, da un foro centrale, che non è stato più usato in seguito. Il soggetto comune a tutte queste monete è dell'incisore Edmond-Émile Lindauer (1869 - 1942).
L'idea d'un foro centrale è ripresa dalla monetazione cinese dei cash e fu presentata al parlamento nel  1888 da Théodore Michelin e adottato con il decreto del 10 luglio 1914.
Erano state coniate dal 1903 al 1905 due monete che utilizzarono per la prima volta il nickel, quella da 25 centesimi del tipo Dupuis e Patey, ma erano pezzi molto pesanti, 7 grammi. Con lo scoppio della guerra nel 1914, il progetto di Lindauer d'una moneta più leggera e vuota al centro, che permetteva di risparmiare metallo e distinguerla da quelle d'argento, fu accettato. Questo è stato l'inizio di una serie che ha avuto una lunga vita, i famosi « pièces à trou » (monete forate) che sono stati emessi fino al 1946, utilizzando a mano a mano metalli sempre più poveri.
Il governo di Vichy emise dal 1941 al 1943 delle monete da 10 centesimi e 20 centesimi in zinco di un tipo diverso, ma ugualmente forate. Queste monete, assieme al tipo Lindauer, costituiscono le sole monete forate nella monetazione francese.
Lindauer ha anche inciso i coni  di una piastra per l'Indocina francese in argento 900/1000 dal peso di 20 grammi, coniata a Parigi e emessa in 16 milioni di esemplari nel 1931.

## Cronologia delle emissioni per la Francia
| Anni      | Valore       | Diametro | peso  | Metallo      | Pezzi coniati | Note                                            |
| --------- | ------------ | -------- | ----- | ------------ | ------------- | ----------------------------------------------- |
| 1914-1917 | 25 centesimi | 24       | 5 g   | nichel puro  | 1 641 016     | piccolo tratto sotto « Cmes »                   |
| 1917-1920 | 5 centesimi  | 19 mm    | 3 g   | cupro-nickel | 141 213 857   | modulo grande                                   |
| 1920-1938 | 5 centesimi  | 15 mm    | 2 g   | cupro-nickel | 619 442 788   | riduzione del modulo                            |
| 1917-1938 | 10 centesimi | 21 mm    | 4 g   | cupro-nickel | 701 482 534   |                                                 |
| 1917-1938 | 25 centesimi | 24 mm    | 5 g   | cupro-nickel | 314 372 733   |                                                 |
| 1938-1939 | 5 centesimi  | 17 mm    | 1.5 g | alpacca      | 79 002 747    | data tra 2 punti                                |
| 1938-1939 | 10 centesimi | 21 mm    | 3 g   | alpacca      | 314 372 733   | idem                                            |
| 1938-1940 | 25 centesimi | 24 mm    | 4 g   | alpacca      | 51 581 241    | idem                                            |
| 1941      | 10 centesimi | 21 mm    | 2.5 g | zinco        | 238 875 200   | tipo della III Repubblica per lo Stato francese |
| 1945-1946 | 10 centesimi | 17 mm    | 1.5 g | zinco        | 64 365 360    | governo provvisorio                             |
| 1945-1946 | 20 centesimi | 24 mm    | 3 g   | zinco        | 14 589 297    | idem                                            |